# Bankrecht (Schweiz)
In der Schweiz ist das Bankrecht einheitlich durch das Bankengesetz (vollständig: Bundesgesetz über die Banken und Sparkassen, Abk. BankG; französisch Loi fédérale sur les banques et les caisses d’épargne, LB; italienisch Legge federale sulle banche e le casse di risparmio, LBCR) vom 8. November 1934 geregelt.
Das Bankengesetz regelt unter anderem die obligatorische Bewilligung für die Tätigkeit als Bank durch die Eidgenössische Finanzmarktaufsicht (FINMA). Es schreibt im Rahmen der Sorgfaltspflicht aufsichtsrechtliche und zivilrechtliche Sorgfaltspflichten sowie die Geheimhaltung vor; das Schweizer Bankgeheimnis gemäss Art. 47 BankG ist international bekannt. Zudem schreibt das Gesetz vor, dass Banken über die Kapitalanforderungen der Basler Vereinbarungen (Basel I ff.) hinaus Eigenkapital und Reserven verfügen müssen. Aufgrund dieser Kapitalanforderung gelten Schweizer Banken international als besonders sicher.